# 亚历山大·维克托连科
亚历山大·斯捷潘诺维奇·维克托连科（俄语：Александр Степанович Викторенко，1947年3月29日—2023年8月10日），前苏联宇航员。

## 生平
1947年3月29日生于哈萨克苏维埃社会主义共和国北哈萨克斯坦州奥尔金卡村。
1969年毕业于奥伦堡高等军事飞行员学校。1969年6月，任波罗的海舰队空军飞行员。1978年5月入选苏联宇航员队伍，并在加加林宇航员培训中心接受太空训练。1982年至1983年，他在国际宇航员计划项目组接受培训。
1987年7月22日至7月30日，他作为苏联-叙利亚第一次合作计划EP-1任务组的指令长，进行了首次太空飞行。他与飞行工程师亚历山大·亚历山德罗夫和叙利亚人穆罕默德·法里斯乘坐联盟TM-3宇宙飞船成功与和平号空间站对接，并乘坐联盟TM-2成功降落地面。飞行时间为7天23小时。
1989年9月6日至1990年2月19日，他与亚历山大·谢列布罗夫一起作为EO-5任务组成员，乘坐联盟TM-8进行了第二次太空飞行。期间，他进行了五次太空行走，测试了新款海鹰太空服和喷气背包，累计时长为17小时41分钟。
1992年3月17日至8月10日，他作为指令长，与飞行工程师亚历山大·卡列里和德国人克劳斯-迪特里希·弗拉德一起乘坐联盟TM-14执行EO-11任务。累计飞行时长为145天14小时。期间，他进行了一次太空行走。
1994年10月4日至1995年3月22日，他作为EO-17任务的指令长，与叶莲娜·孔达科娃和德国人乌尔夫·默博尔德乘坐联盟TM-20进行了他的第四次太空飞行。累计飞行时长为169天5小时。
1997年退役。

## 统计
| # | 发射载具  | 发射时间（UTC） | 任务代号            | 着陆载具  | 着陆时间（UTC） | 时长总计          | 舱外活动次数 | 舱外活动时长 |
| - | --------- | --------------- | ------------------- | --------- | --------------- | ----------------- | ------------ | ------------ |
| 1 | 联盟TM-3  | 1987年7月22日   | 和平号空间站        | 联盟TM-2  | 1987年7月30日   | 7天23小时4分钟    | 0            | 0            |
| 2 | 联盟TM-8  | 1989年9月6日    | 和平号空间站-远征5  | 联盟TM-8  | 1990年2月19日   | 166天6小时58分钟  | 5            | 17小时36分钟 |
| 3 | 联盟TM-14 | 1992年3月17日   | 和平号空间站-远征11 | 联盟TM-14 | 1992年8月10日   | 144天14小时10分钟 | 1            | 2小时3分钟   |
| 4 | 联盟TM-20 | 1994年10月4日   | 和平号空间站-远征17 | 联盟TM-20 | 1995年3月22日   | 169天5小时21分钟  | 0            | 0            |
|   |           |                 |                     |           |                 | 489天1小时33分钟  | 6            | 19小时39分钟 |

太空行走统计
| #      | 日期（UTC）   | 同伴                | 持续时长 |
| ------ | ------------- | ------------------- | -------- |
| 1      | 1990年1月8日  | 亚历山大·谢列布罗夫 | 2时56分  |
| 2      | 1990年1月11日 | 亚历山大·谢列布罗夫 | 2时54分  |
| 3      | 1990年1月26日 | 亚历山大·谢列布罗夫 | 3时02分  |
| 4      | 1990年2月1日  | 亚历山大·谢列布罗夫 | 4时59分  |
| 5      | 1990年2月5日  | 亚历山大·谢列布罗夫 | 3时45分  |
| 6      | 1992年7月8日  | 亚历山大·卡列里     | 2时03分  |
| 总时长 | 总时长        | 总时长              | 19时39分 |

## 荣誉
- 蘇聯英雄（1987年）
- 阿拉伯叙利亚共和国英雄（1987年）
- 三级祖国功勋勋章（1995年）
- 各民族人民友谊勋章（1992年）
- 列寧勳章（1987年）
- 十月革命勋章（1990年）
- 太空探索優異獎章（2011年）
- 法国荣誉军团指挥官勋章（1999年）